# 히가시요코노촌
히가시요코노촌(일본어: 東横野村)은 일본 군마현 우스이군에 설치되었던 촌이다.